# Alfred Löffler

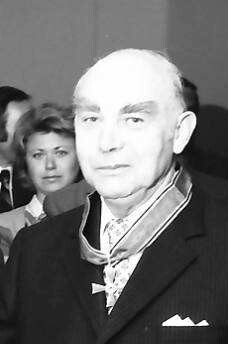
Alfred Löffler (1974)

Alfred Löffler (* 19. Februar 1909 in Emmendingen; † 17. Januar 1989) war ein deutscher Politiker (Zentrum, später CDU).
Während der Weimarer Republik gehörte Löffler der Zentrumspartei an, am 20. Juni 1939 beantragte er die Aufnahme in die NSDAP und wurde zum 1. Januar 1940 aufgenommen (Mitgliedsnummer 7.858.780). Nach 1945 trat er in die CDU ein. In Baden-Württemberg war er Gründer eines Väufers der Senioren-Union.
1948 wurde er zum Bürgermeister der damals noch selbständigen Gemeinde Dottingen gewählt, dieses Amt hatte er mehrere Jahrzehnte inne, auch in der nach der Gebietsreform in Baden-Württemberg neuen Gemeinde Ballrechten-Dottingen. 1949 gründete er die Baugenossenschaft Neue Heimat, 1964 die Obstregion Süd, die damals fünf Landkreise in Südbaden umfasste.
Von 1950 bis 1983 gehörte er dem Kreistag des Landkreises Freiburg an, von 1956 bis 1976 vertrat er den Landtagswahlkreis Freiburg-Land als direkt gewählter Abgeordneter im Landtag von Baden-Württemberg, wo er dem „landwirtschaftlichen Ernährungsausschuss“ vorsaß.